# Đội tuyển Davis Cup Gabon
Đội tuyển Davis Cup Gabon đại diện Gabon ở giải đấu quần vợt Davis Cup và được quản lý bởi Liên đoàn quần vợt Gabon.
Thành tích tốt nhất của họ là về đích thứ 3 ở bảng B Nhóm III năm 2003.

## Lịch sử
Gabon lần đầu tiên tham gia Davis Cup vào năm 2001. Đội chưa thi đấu kể từ năm 2004, tuy nhiên đã tham gia giải đấu năm 2007.